# Total Drama: Det Dondristige Kapløb
Total Drama: Den Dondristige Kapløb (også kendt som Total Drama: Det Dondristige Kapløb, eller bare Det Dondristige Kapløb), er en spin-off serie til "Total Drama", selvom den af mange bliver set som den 7. sæson af Total Drama.
Serien gør grin med det kendte reality-show, The Amazing Race. Reglerne er anderledens end i Total Drama. Hvor Total Drama forgik på en øde ø, forgår dette show som et kapløb. 18 forskellige par skal kæmpe om at komme først til hver deres destination. Det hold, der kommer til sidst, er elimineret. Til sidst står et hold tilbage, der skal deles om en million dollars.

## Deltagere
| Plads | Deltager  | Deltager | Kendt Som             | Status I                 | Status II             |
| ----- | --------- | -------- | --------------------- | ------------------------ | --------------------- |
| 18    | Tammy     | Lenoard  | Rollespillerne        | Startede Afsnit 1        | Elimineret Afsnit 2   |
| 17    | Gerry     | Pete     | Tennis Rivalerne      | Startede Afsnit 1        | Elimineret Afsnit 3   |
| 16    | Ellody    | Mary     | Genierne              | Startede Afsnit 1        | Elimineret Afsnit 4   |
| 15    | Laurie    | Miles    | Veganerne             | Startede Afsnit 1        | Elimineret Afsnit 6   |
| 14    | Jen       | Tom      | Modebloggerne         | Startede Afsnit 1        | Elimineret Afsnit 7   |
| 13    | Kelly     | Taylor   | Mor og Datter         | Startede Afsnit 1        | Elimineret Afsnit 9   |
| 12    | Mickey    | Jay      | Modgangs Tvillingerne | Startede Afsnit 1        | Elimineret Afsnit 11  |
| 11/10 | Chet      | Lorenzo  | Stedbrødre            | Startede Afsnit 1        | Elimineret Afsnit 14  |
| 11/10 | Rock      | Spud     | Rockerne              | Startede Afsnit 1        | Elimineret Afsnit 14  |
| 9     | Dwayne    | Junior   | Far og Søn            | Startede Afsnit 1        | Elimineret Afsnit 16  |
| 8     | Owen      | Noah     | Reality Stjernerne    | Startede Afsnit 1        | Elimineret Afsnit 18  |
| 7     | Crimson   | Ennui    | Goth Typerne          | Startede Afsnit 1        | Elimineret Afsnit 20  |
| N/A   | Brody     | Geoff    | Surferne              | Startede Afsnit 1        | Elimineret Afsnit 21  |
| 6     | Stephanie | Ryan     | Kæresteparret         | Startede Afsnit 1        | Elimineret Afsnit 23  |
| 5     | Carie     | Devin    | Bedstevenner          | Startede Afsnit 1        | Udgik Afsnit 24       |
| 4     | Emma      | Kitty    | Søstrene              | Startede Afsnit 1        | Elimineret Afsnit 25  |
| 3     | Josee     | Jacques  | Kunstskøjteløberne    | Startede Afsnit 1        | Elimineret Afsnit 26  |
| 2     | McArthur  | Sanders  | Politi Aspiranterne   | Startede Afsnit 1        | Anden Plads Afsnit 26 |
| 1     | Brody     | Geoff    | Surferne              | Vender Tilbage Afsnit 25 | Vinder Afsnit 26      |

 Der er for få eller ingen kildehenvisninger i denne artikel, hvilket er et problem. Du kan hjælpe ved at angive troværdige kilder til de påstande, som fremføres i artiklen.

1. ↑  Efter de kom til målestregen kom Devin til skade efter blev skubbet af en modstanderens struds og faldt ned fra bjerget, de trak sig og har valgt Surferne til at komme tilbage i konkurrencen.